# Sitio Paleontológico Jazigo Cinco
Sitio Paleontológico Jazigo Cinco se encuentra en la ciudad brasileña de Santa Maria, Rio Grande do Sul. Y pertenece a Formación Santa Maria. Sitio pertenece a lo geoparque de Paleorrota. Está ubicado en el barrio Kilómetro 3, cerca de lo Castelinho, los 2,7 km del Sitio Paleontológico Arroio Cancela. Pertenece a UFSM y es un centro de investigación. Es el lugar donde se recogió la Staurikosaurus, el primer dinosaurio Brasil.